# Vai viegli būt jaunam?
Vai viegli būt jaunam? (rus: Легко ли быть молодым?, És fàcil ser jove?) és una pel·lícula documental letona soviètica dirigida per Juris Podnieks. Va ser filmada el 1986 amb diàlegs tant en letó com en rus, i es considera una de les pel·lícules més controvertides de la seva època. Va ser una dels cinc guanyadores dels premis International Documentary Association de 1987.
La pel·lícula parla dels joves que van morir com a resultat de créixer a la societat soviètica: els seus conflictes amb els pares i la societat, les actituds paternalistes dels seus professors i les autoritats, la por que no tinguin sentit les seves vides. Entre els joves retratats hi ha estudiants de secundària que busquen el seu lloc a la vida, una mare jove preocupada pel futur de la seva filla després del desastre de Txernòbil, un jove seguidor Hare Krixna (una religió "inusual" que va ser desanimada encara més que les "habituals" pel govern soviètic), així com adults joves que tornaven del servici militar obligatori a la Guerra afgano-soviètica i haver-se convertit en uns de "la generació perduda". L'escena inicial de la pel·lícula documenta un concert de la banda prohibida de rock letó, Pērkons.
La pel·lícula va tenir un gran impacte a la Unió Soviètica. Va ser vist per almenys 28 milions de persones durant el seu primer any. En total, 85 països van comprar els drets per mostrar la pel·lícula.
El 1986 la pel·lícula va rebre el Premi de Cinema Letó al millor documental. El seu debut internacional va ser al Festival de Cinema de Cracòvia de 1987, on va rebre el Premi FIPRESCI. També es va projectar fora de competició al 40è Festival Internacional de Cinema de Canes.
La pel·lícula va ser reestrenada l'any 2007 per Jura Podnieka Studija; la nova edició inclou entrevistes d'història oral amb els companys de Podnieks.
Després que Letònia recuperés la independència, Antra Cilinska va rodar dues seqüeles (Vai viegli but? el 1998, i Is it Easy? el 2010), amb entrevistes a persones filmades per Podnieks.